# Ernst Reitermaier
Ernst Reitermaier (* 26. Dezember 1918; † 4. Mai 1993) war ein österreichischer Fußballspieler. Der Stürmer war österreichischer Torschützenkönig 1942 und gewann mit dem SC Wacker Wien Meisterschaft und Cup 1947. 

## Karriere
Ernst Reitermaier kam mit 13 Jahren vom Meidlinger FC zum SC Wacker Wien, wo er 1937 sein Meisterschaftsdebüt als Stürmer gab. Bereits in seiner ersten Saison als Stammspieler 1938/39 konnte er mit 14 Treffern bester Meisterschaftsschütze der Meidlinger werden und sich als Vizemeister hinter der Admira platzieren. Auch in der nächsten Saison musste sich Wacker nur knapp als Vizemeister geschlagen geben, dieses Mal holte Rapid mehr Punkte. Ernst Reitermaier verpasste zudem mit 17 Toren die Torjägerkrone um nur einen Treffer hinter Franz Binder. In dieser Saison bestritt der Stürmer am 27. August 1939 gegen die Slowakei auch ein Spiel in der reichsdeutschen Nationalmannschaft an der Seite von sieben weiteren Österreichern. Nachdem Ernst Reitermaier 1941 bereits seinen dritten Vizemeistertitel in Folge „gewonnen“ hatte, konnte er zumindest 1942 über einen persönlichen Erfolg jubeln: Gemeinsam mit Franz Jelinek vom Sport-Club war er mit 20 Treffern der beste Torschütze der Liga geworden. 
Nach Ende des Zweiten Weltkrieges sollte für Ernst Reitermaier schließlich der große Erfolg mit Wacker Wien in der Meisterschaft und Cup gelingen. Gemeinsam mit Willy Hahnemann und Turl Wagner im Sturm sorgte er für die nötigen Tore zum Meisterschaftsgewinn 1947. Im selben Jahr erreichte Wacker das Finale, in dem der Sportclub der Wiener Austria gegenüberstand. In einem dramatischen Spiel konnten die Veilchen mit 4:3 bezwungen werden, zu dem Sieg konnte er vor 35.000 Zuschauern im Praterstadion zwei Treffer beitragen. Nach dem großen Triumph blieb Ernst Reitermeier noch bis 1950 in der Kampfmannschaft der Meidlinger aktiv, wo er noch einen weiteren Vizemeistertitel holen konnte. Von 1951 bis 1953 war er noch beim SK Amateure Steyr aktiv, wo er mit dem Verein 1952 in die zweitklassige Staatsliga B aufstieg.
Danach kehrte er zur Wacker zurück, wo er zunächst Trainer der Jugendmannschaft wurde und dann 1954 die Kampfmannschaft übernahm. In der Saison 1957/58 betreute er den BC Augsburg, danach folgten zwei Jahre beim Kremser SC. 1961 wurde er nochmals Trainer des SC Wacker, ehe er den SC Philips in die zweitklassige Regionalliga Ost führte. Er wurde am Friedhof Oberlaa bestattet.

## Erfolge
- 1 × Österreichischer Torschützenkönig: 1942
- 1 × Österreichischer Meister: 1947
- 4 × Österreichischer Vizemeister: 1939, 1940, 1941, 1948
- 1 × Österreichischer Cupsieger: 1947